# Oliver Hermann

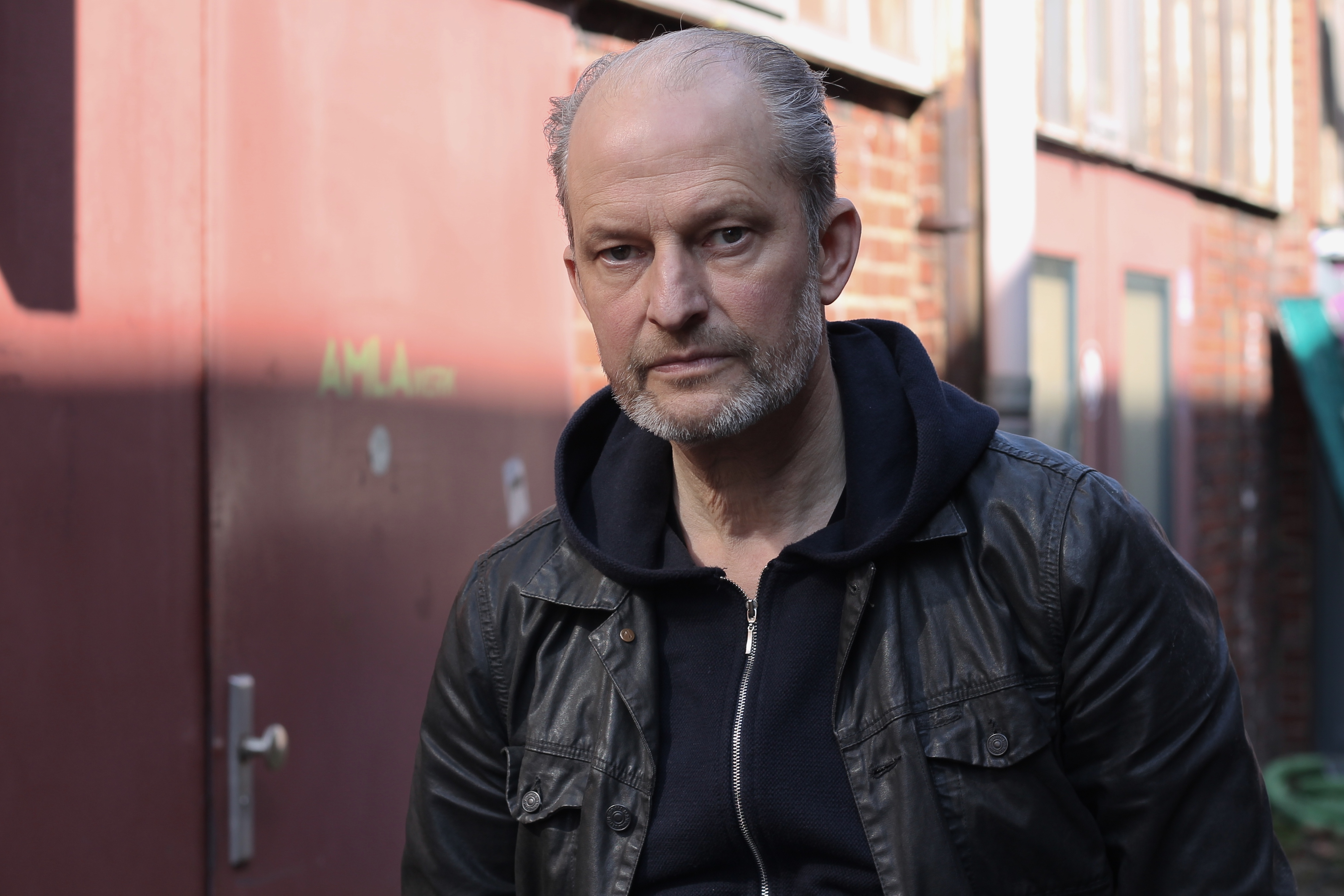
Oliver Hermann

Oliver Hermann (* 1960 in Hamburg) ist ein deutscher Schauspieler, Theaterproduzent, Sprecher und Regisseur.

## Leben

### Ausbildung und Theater
Hermann studierte von 1982 bis 1985 Sozialpädagogik mit Schwerpunkt Psychiatrie an der Universität Lüneburg; sein Studium schloss er mit Diplom ab. Von 1984 bis 1988 absolvierte er eine private Schauspielausbildung in Hamburg und St. Petersburg.
1987 und 1988 hatte er Gastengagements am Deutschen Schauspielhaus (Macbeth, Regie: Wilfried Minks und Hamlet, Regie: Michael Bogdanov). 1990 war er als Gast am Theater Bremen engagiert (Peter Pan, Regie: Sigrid Andersson). Ab der Spielzeit 1990/91 war er bis 1994 festes Ensemblemitglied am Stadttheater Hildesheim. Hier trat er u. a. in Inszenierungen von Albrecht Hirche (in Der Tod und das Mädchen und Klassenfeind von Nigel Williams) sowie Ralf Knapp (u. a. in Der Kirschgarten, Geschichten aus dem Wienerwald und Nathan der Weise) auf. 1994 spielte er an den Hamburger Kammerspielen in dem Theaterstück Der nackte Wahnsinn von Michael Frayn (Regie: Monika Steil).
2001 trat er am Schauspielhaus Kiel als Rüdiger in dem Theaterstück Drei von Franziska Steiof auf. Seit 2001 ist er festes Mitglied des „Hamburg Art Ensemble“ von Michael Batz. Von 2002 bis 2018 wirkte er alljährlich beim Hamburger Jedermann in der Speicherstadt mit.
2005/2006 gastierte er als Entwicklungshelfer Lars in Henning Mankells Afrika-Theaterstück Antilopen am Landestheater Schleswig-Holstein. In der Spielzeit 2006/07 trat er am Altonaer Theater als Jack Dobitch in der Musicalkomödie Das Apartment auf. 2012/2013 spielte er am Deutschen Schauspielhaus in Hamburg den Notar Hermile Lebel in dem Theaterstück Verbrennungen von Wajdi Mouawad.
Hermann ist seit 1994 als Schauspieler, Produzent, Autor und Regisseur mit zahlreichen eigenen Theaterproduktionen im In- und Ausland hervorgetreten. Er ist Gründer der Freien Gruppe „Axensprung Theater“, die sich seit 2013 mit Produktionen zu historischen und tagespolitischen Themen bei Publikum und Presse hohes Ansehen im In- und Ausland erworben hat. 1995 realisierte er die Theaterproduktion Feindberührung, eine deutsch-russische, zweisprachige Koproduktion über den Zweiten Weltkrieg mit Aufführungen an der Opera Stabile in Hamburg und am Teatr Kukol in St. Petersburg. Weitere Theaterproduktionen Hermanns waren Siedepunkt 1140. Marie Curie – Ein Leben (2008; Monsun theater; Regie: Franziska Steiof; ausgezeichnet mit dem Rolf-Mares-Preis).

### Film und Fernsehen
Er ist als Film- und Fernsehschauspieler bekannt. Größere Bekanntheit erlangte er durch seine Serienhauptrolle als Oberarzt der Chirurgie Dr. Uwe Carstens in der Krankenhausserie Alphateam – Die Lebensretter im OP (1997–1999). Diese Rolle spielte er in über 100 Folgen.
Hermann wirkte in Lars Jessens Ein Song für den Mörder mit und hatte zahlreiche Episodenrollen u. a. in den Serien  Doppelter Einsatz (2007), Da kommt Kalle (2008; als Reiterhofbesitzer Dörfel), Der Dicke (2010; als zahlungsunwilliger Kindsvater Uwe Jakobsen), Die Pfefferkörner (2009; als Friedhofswärter) und Großstadtrevier (2014; als Vorsitzender eines Kleingartenvereins). In der ZDF-Serie Sibel & Max (2015) spielte er eine Seriennebenrolle als Chefarzt des Klinikums und Vorgesetzter der Serienfigur Dr. Sibel Aydin. In Bad Cop (2017, Regie: Michael Kreindl) spielte er den Polizeibeamten im Archiv, in Morden im Norden (2018) war er der zunächst tatverdächtige Nachbar Siggi Kraft.
2018 spielte er im arte/NDR-Dokudrama 1918 Aufstand der Matrosen (Regie: Jens Becker) an der Seite von Ernst Stötzner die Rolle des Heinrich von Bückwitz, in Jürgen – Heute wird gelebt (2017, Regie: Lars Jessen) einen Fahrgast in der S-Bahn.

### Sprecher und Regisseur
Seit 2000 ist er als freier Schauspieler, Sprecher und Rezitator mit zahlreichen Lesungen tätig. 2018 sind zwei Hörbücher von ihm im Griot Hörbuchverlag erschienen: Liebeslyrik und zusammen mit Hannelore Hoger eingesprochene Texte von Robert Walser und Peter Dreher.
Hermann realisierte als Regisseur seit 2002 außerdem eigene Filmprojekte mit Menschen aus gesellschaftlichen und sozialen Randgruppen, u. a. mit Jugendlichen aus sozialen Brennpunkten Hamburgs zu den Themen Gewalt und Mobbing sowie mit psychisch kranken Menschen, u. a. zu den Themen Manie und Depressionen.

### Privates
Hermann lebt überwiegend in Hamburg.

## Filmografie (Auswahl)
- 1997–1999: Alphateam – Die Lebensretter im OP (Fernsehserie; Serienhauptrolle)
- 2000: St. Angela (Folge: Schlaflose Nächste); Fernsehserie
- 2000: 3 Tage 44 (Kurzfilm)
- 2007: Doppelter Einsatz (Folge: Überdosis Warten); Fernsehserie
- 2008: Da kommt Kalle (Folge: Pferdediebe); Fernsehserie
- 2010: Gonger 2 – Das Böse kehrt zurück (Fernsehfilm)
- 2012: Der Dicke (Folge: Hinter verschlossenen Türen); Fernsehserie
- 2013: Die Pfefferkörner (Folge: Der verschwundene Engel); Fernsehserie
- 2014: Großstadtrevier (Folge: Gras Drüber); Fernsehserie
- 2015: Sibel & Max (Fernsehserie; Seriennebenrolle)
- 2017: Jürgen – Heute wird gelebt (Fernsehfilm)
- 2017: Bad Cop – kriminell gut (Folge: La Dolce Vita); Fernsehserie
- 2018: Morden im Norden (Folge: Kellerkind); Fernsehserie
- 2018: 1918 Aufstand der Matrosen (Dokudrama)[11]